# Ghostbusters (franchise)

Logo del franchise

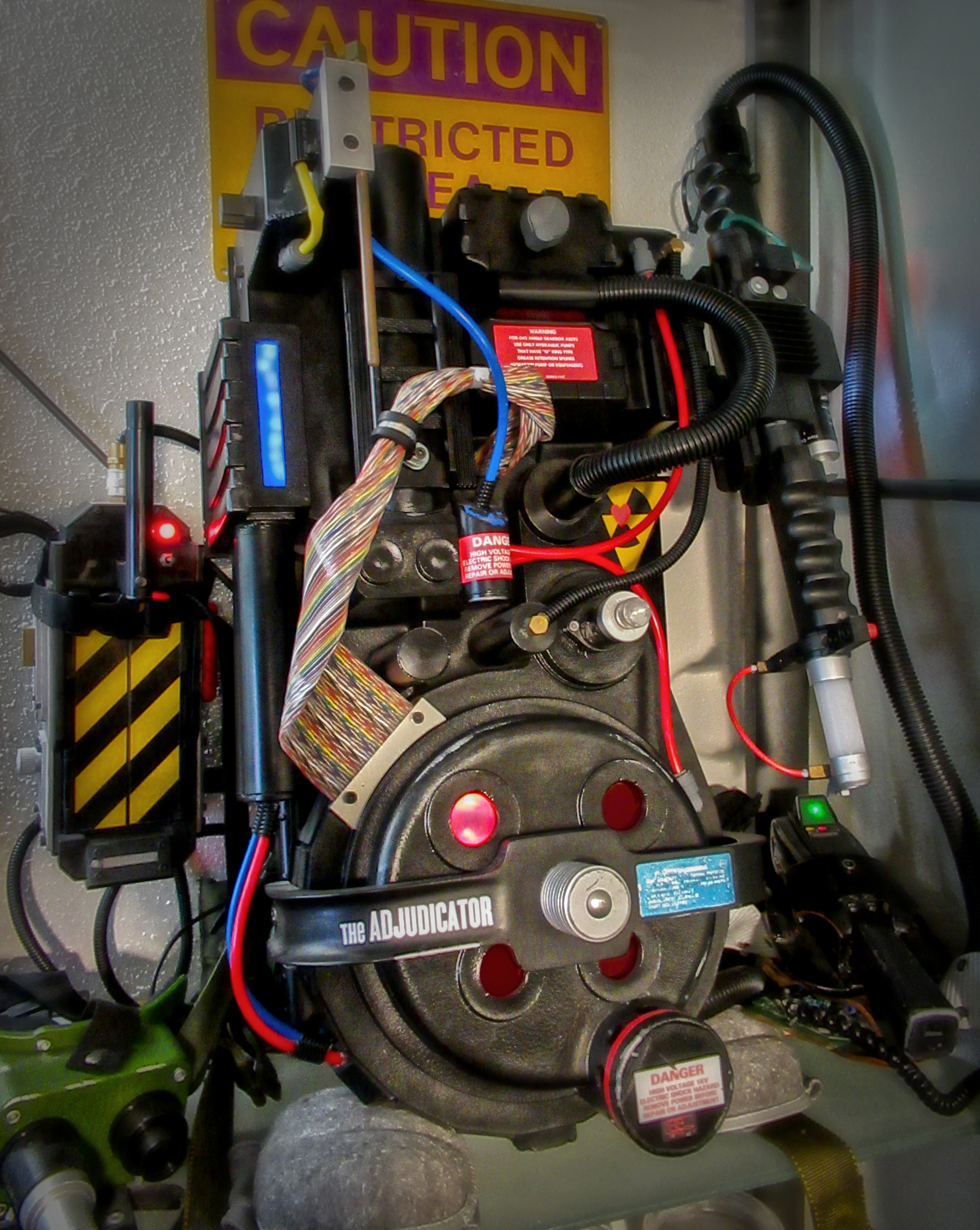
Replica di uno zaino protonico, l'arma iconica utilizzata nei film per catturare i fantasmi

Ghostbusters (in italiano Acchiappafantasmi) è un media franchise statunitense e universo condiviso di genere commedia di fantascienza, che narra le vicende di tre scienziati e un cittadino newyorkesi che diventano popolari cacciatori di fantasmi. Iniziata nel 1984 con il film Ghostbusters - Acchiappafantasmi, la serie cinematografica è proseguita con un sequel nel 1989 (Ghostbusters II - Acchiappafantasmi II), un reboot nel 2016 (Ghostbusters) e i sequel diretti dei due film originali negli anni 2021 e 2024 (Ghostbusters: Legacy e Ghostbusters - Minaccia glaciale). Sono inoltre state prodotte alcune serie animate fino al 1997 e anche diversi videogiochi fino al 1990, poi ripresi nel 2009 con Ghostbusters: Il videogioco. 
Nonostante abbiano lo stesso nome, il franchise non è collegato alla serie TV del 1975 The Ghost Busters né alla successiva serie animata del 1986.

## Film
| Film                                   | Data di uscita USA | Regia           | Sceneggiatura              | Produttori                       |
| Serie originale                        | Serie originale    | Serie originale | Serie originale            | Serie originale                  |
| -------------------------------------- | ------------------ | --------------- | -------------------------- | -------------------------------- |
| Ghostbusters - Acchiappafantasmi       | 8 giugno 1984      | Ivan Reitman    | Dan Aykroyd e Harold Ramis | Ivan Reitman                     |
| Ghostbusters II - Acchiappafantasmi II | 16 giugno 1989     | Ivan Reitman    | Dan Aykroyd e Harold Ramis | Ivan Reitman                     |
| Ghostbusters: Legacy                   | 19 novembre 2021   | Jason Reitman   | Gil Kenan e Jason Reitman  | Ivan Reitman                     |
| Ghostbusters - Minaccia glaciale       | 29 marzo 2024      | Gil Kenan       | Gil Kenan e Jason Reitman  | Jason Reitman e Jason Blumenfeld |
| Reboot                                 |                    |                 |                            |                                  |
| Ghostbusters                           | 15 luglio 2016     | Paul Feig       | Katie Dippold e Paul Feig  | Amy Pascal e Ivan Reitman        |

### Serie originale

#### Ghostbusters - Acchiappafantasmi(1984)

Gli Acchiappafantasmi nel primo film

Nel 1984 il regista Ivan Reitman diresse la prima pellicola della serie, in cui tre parapsicologi di New York lanciavano un'impresa di cattura di fantasmi. Accanto ai protagonisti Bill Murray, Dan Aykroyd e Harold Ramis, figuravano gli attori Ernie Hudson, Sigourney Weaver, Rick Moranis e Annie Potts. Il film incassò circa 240 milioni di dollari negli Stati Uniti, e circa 50 nel resto del mondo.

#### Ghostbusters II - Acchiappafantasmi II(1989)
A cinque anni dal primo film e grazie anche al successo della serie animata The Real Ghostbusters, Columbia Pictures produsse un secondo capitolo della saga. Come protagonisti furono confermati tutti i precedenti attori, con l'aggiunta di Peter MacNicol.

#### Ghostbusters: Legacy(2021)
Diretto da Jason Reitman, Ghostbusters: Legacy segue le vicende di una mamma single, Callie Spengler, i suoi due figli, Phoebe e Trevor (nipoti di Egon), e di altri due ragazzi, Podcast e Lucky Domingo. Dopo essersi trasferiti in una piccola città dell'Oklahoma, i ragazzini scoprono una connessione con gli Acchiappafantasmi originali e un'eredità segreta lasciata dal defunto nonno, intorno a loro nel frattempo si susseguono dei misteriosi avvenimenti. Nel cast ritroviamo anche le star dei primi due film Bill Murray, Dan Aykroyd, Ernie Hudson, Sigourney Weaver e Annie Potts nei loro iconici ruoli. Harold Ramis, scomparso nel 2014, compare in alcune immagini d'archivio.

#### Ghostbusters - Minaccia glaciale(2024)
Nel novembre 2023 viene presentato il trailer del nuovo capitolo dei Ghostbusters, Ghostbusters - Minaccia glaciale (Ghostbusters: Frozen Empire), con uscita fissata a marzo 2024. La storia, ambientata a New York, proseguirà le avventure di Callie Spengler (Carrie Coon), Phoebe (Mckenna Grace) e Trevor (Finn Wolfhard). Alla regia Gil Kenan, con Jason Reitman nel ruolo di sceneggiatore e produttore.

### Reboot

#### Ghostbusters(2016)
Durante gli anni novanta, Aykroyd scrisse una sceneggiatura per un potenziale film della serie in merito al successo ottenuto dai primi due film. Il concetto originale era ambientato in una versione alternativa del mondo conosciuto, nella quale Manhattan diventava Manhellton (un gioco di parole in inglese con la parola hell, che significa inferno) e dove erano presenti delle copie malvagie degli esseri umani, comprese quelle dei protagonisti, con in cima all'intero mondo il Diavolo. Al tempo, Aykroyd spiegò che solo la casa di produzione era interessata, contrariamente agli attori. A danneggiare ulteriormente la situazione anche la recensione fatta dal sito web Movies IGN della sceneggiatura, che veniva presa in giro soprattutto per il modo di rappresentare i personaggi e in generale lo sfondo dell'intero film. Accettando il fatto che il progetto non piacesse, soprattutto a Murray tra gli altri, espresse il proprio disinteresse.
A partire dal 2007 si susseguirono notizie riguardo ad un nuovo capitolo. In un'intervista Aykroyd citò l'esistenza di un progetto più che concreto di realizzare il film totalmente in computer grafica. Nello stesso periodo venne annunciata la produzione di un videogioco ispirato alla serie, poi pubblicato nel giugno 2009 (in occasione del 25º anniversario dell'uscita del film originale) e ambientato due anni dopo gli eventi del secondo film.
Nel settembre 2008 Sony annunciò lo sviluppo del terzo film entro tempi brevi, affidando la sceneggiatura a Lee Eisenberg e Gene Stupnitsky, e la regia a Reitman. Bill Murray, dopo aver spiegato che sarebbe tornato solamente se il suo personaggio fosse stato ucciso nelle prime scene, nel febbraio 2010 confermò la sua presenza, "sotto forma di fantasma". Harold Ramis spiegò poi che il film era in stato di stallo a causa della mancanza di interesse da parte dei membri della produzione di realizzarlo, l'uscita veniva data per il 2011, in seguito Aykroyd citò invece il Natale 2012.
Nel mese d'agosto del 2014 l'uscita d'un nuovo capitolo del franchise è stata ufficializzata, ma anziché di un seguito si è trattato di un reboot, con Paul Feig alla regia, un cast di protagoniste tutto al femminile e dei cameo di alcuni attori dei primi due capitoli della serie. Le acchiappafantasmi sono interpretate da Kristen Wiig (Erin Gilbert, professoressa alla Columbia), Melissa McCarthy (Abby Yates, collega parapsicologa), Leslie Jones (Patty Tolan, una donna che s'imbatte nel fantasma motore della vicenda) e Kate McKinnon (Jillian Holtzmann, cacciatrice di fantasmi). L'esordio in sala è avvenuto nel luglio del 2016. Nel febbraio 2015, ospite della trasmissione The Talking Dead, Paul Feig ha dichiarato che la serie The Walking Dead, sotto alcuni aspetti, è stata una fonte d'ispirazione: "Mi piace come giocano con il pericolo e la paura, ma anche quell'idea di una lotta a oltranza." Ha poi aggiunto: "Io e la sceneggiatrice Katie Dippold siamo ossessionati da una domanda: come si fa a creare una commedia che faccia paura? Secondo me la gente buffa in pericolo è una delle forme di commedia più spassose, mi piace quando le cose si mantengono realistiche mentre accadono cose assurde." L'11 giugno 2015, Feig ha quindi annunciato su Twitter che Chris Hemsworth avrebbe avuto il ruolo del receptionist.

### Film d'animazione
Nell'ottobre 2015 Ivan Reitman ha annunciato di star producendo un film d'animazione per Sony Pictures Animation con Fletcher Moules nel ruolo sia di animatore che di regista. Il film inizierà la produzione dopo l'uscita di Ghostbusters: Legacy e racconterà una storia dal punto di vista dei fantasmi.
Il progetto è stato riconfermato in occasione del Ghostbusters Day Ecto-Fest, nel giugno 2022, con Jennifer Kluska e Chris Prynoski come registi e Brenda Hsueh come sceneggiatrice del film. Alla produzione ci saranno Jason Reitman e Gil Kenan.

## Personaggi e interpreti
Questa sezione include i personaggi che sono apparsi nella serie:
- La cella vuota e grigia scura indica che il personaggio non è presente nel film.
- C indica un cameo.
- V indica un ruolo solo vocale.

| Personaggio                                      | Serie originale                  | Serie originale                                  | Serie originale                           | Serie originale                  | Reboot            |
| Personaggio                                      | Ghostbusters - Acchiappafantasmi | Ghostbusters II - Acchiappafantasmi II           | Ghostbusters: Legacy                      | Ghostbusters - Minaccia glaciale | Ghostbusters      |
| Umani                                            | Umani                            | Umani                                            | Umani                                     | Umani                            | Umani             |
| ------------------------------------------------ | -------------------------------- | ------------------------------------------------ | ----------------------------------------- | -------------------------------- | ----------------- |
| Peter Venkman                                    | Bill Murray                      | Bill Murray                                      | Bill Murray                               | Bill Murray                      |                   |
| Ray Stantz                                       | Dan Aykroyd                      | Dan Aykroyd                                      | Dan Aykroyd                               | Dan Aykroyd                      |                   |
| Egon Spengler                                    | Harold Ramis                     | Harold Ramis                                     | Harold Ramis (postumo)                    |                                  |                   |
| Winston Zeddemore                                | Ernie Hudson                     | Ernie Hudson                                     | Ernie Hudson                              | Ernie Hudson                     |                   |
| Dana Barrett                                     | Sigourney Weaver                 | Sigourney Weaver                                 | Sigourney WeaverC                         |                                  |                   |
| Janine Melnitz                                   | Annie Potts                      | Annie Potts                                      | Annie Potts                               | Annie Potts                      |                   |
| Louis Tully                                      | Rick Moranis                     | Rick Moranis                                     |                                           |                                  |                   |
| Lenny Clotch                                     | David Margulies                  | David Margulies                                  |                                           |                                  |                   |
| Walter Peck                                      | William Atherton                 |                                                  |                                           | William Atherton                 |                   |
| Oscar Barrett                                    |                                  | William T. DeutschendorfHank J. Deutschendorf II |                                           |                                  |                   |
| Janosz Poha                                      |                                  | Peter MacNicol                                   |                                           |                                  |                   |
| Jack Hardemeyer                                  |                                  | Kurt Fuller                                      |                                           |                                  |                   |
| Phoebe Spengler                                  |                                  |                                                  | Mckenna Grace                             | Mckenna Grace                    |                   |
| Trevor Spengler                                  |                                  |                                                  | Finn Wolfhard                             | Finn Wolfhard                    |                   |
| Podcast                                          |                                  |                                                  | Logan Kim                                 | Logan Kim                        |                   |
| Lucky Domingo                                    |                                  |                                                  | Celeste O'Connor                          | Celeste O'Connor                 |                   |
| Gary Grooberson                                  |                                  |                                                  | Paul Rudd                                 | Paul Rudd                        |                   |
| Callie Spengler                                  |                                  |                                                  | Carrie Coon                               | Carrie Coon                      |                   |
| Sherman Domingo                                  |                                  |                                                  | Bokeem Woodbine                           |                                  |                   |
| Nadeem Razmaadi                                  |                                  |                                                  |                                           | Kumail Nanjiani                  |                   |
| Hubert Wartzki                                   |                                  |                                                  |                                           | Patton Oswalt                    |                   |
| Melody                                           |                                  |                                                  |                                           | Emily Alyn Lind                  |                   |
| Lars Pinfield                                    |                                  |                                                  |                                           | James Acaster                    |                   |
| Abby Yates                                       |                                  |                                                  |                                           |                                  | Melissa McCarthy  |
| Erin Gilbert                                     |                                  |                                                  |                                           |                                  | Kristen Wiig      |
| Jillian Holtzmann                                |                                  |                                                  |                                           |                                  | Kate McKinnon     |
| Patty Tolan                                      |                                  |                                                  |                                           |                                  | Leslie Jones      |
| Kevin Beckman                                    |                                  |                                                  |                                           |                                  | Chris Hemsworth   |
| Rowan North Rowan il Distruttore                 |                                  |                                                  |                                           |                                  | Neil Casey        |
| Bradley                                          |                                  |                                                  |                                           |                                  | Andy García       |
| Bill Jenkins                                     |                                  |                                                  |                                           |                                  | Ernie HudsonC     |
| Martin Heiss                                     |                                  |                                                  |                                           |                                  | Bill MurrayC      |
| Rebecca Gorin                                    |                                  |                                                  |                                           |                                  | Sigourney WeaverC |
| Esseri soprannaturali                            |                                  |                                                  |                                           |                                  |                   |
| Slimer                                           | Ivan ReitmanV                    | Ivan ReitmanV                                    |                                           |                                  | Adam RayV         |
| Uomo della Pubblicità dei Marshmallow            | Bill Bryan                       |                                                  | Bill Bryan                                |                                  |                   |
| Gozer il Gozeriano                               | Slavitza Jovan                   |                                                  | Olivia Wilde                              |                                  |                   |
| Zuul il Guardia di Porta                         | Sigourney Weaver (posseduta)     |                                                  | Carrie Coon (posseduta)                   |                                  |                   |
| Vinz Clortho il Mastro di Chiavi                 | Rick Moranis (posseduto)         |                                                  | Paul Rudd (posseduto)                     |                                  |                   |
| Eleanor Twitty Signora in Grigio                 | Ruth Hale OliverC                |                                                  |                                           |                                  |                   |
| Vigo von Homburg Deutschendorf Vigo il Carpatico |                                  | Wilhelm von Homburg                              |                                           |                                  |                   |
| Fratelli Scoleri                                 |                                  | Tim LawrenceJim Fye                              |                                           |                                  |                   |
| Muncher                                          |                                  |                                                  | Josh GadV                                 |                                  |                   |
| Ivo Shandor Architetto                           |                                  |                                                  | J. K. SimmonsC                            |                                  |                   |
| Omini dei Marshmallow                            |                                  |                                                  | Ira HeidenVSarah NatochennyVShelby YoungV | Shelby YoungV                    |                   |
| Garraka Brivido della Morte                      |                                  |                                                  |                                           | Ian Whyte                        |                   |
| Lady Slimer                                      |                                  |                                                  |                                           |                                  | Robin ShelbyV     |
| Rowan North Rowan il Distruttore                 |                                  |                                                  |                                           |                                  | Neil CaseyV       |
| Gertrude Aldridge                                |                                  |                                                  |                                           |                                  | Bess Rous         |

## Accoglienza

### Incassi
| Film                                   | Data di uscita USA | Incassi ($)  | Incassi ($)    | Incassi ($) | Budget ($) |
| Film                                   | Data di uscita USA | Nord America | Internazionale | Mondiale    | Budget ($) |
| -------------------------------------- | ------------------ | ------------ | -------------- | ----------- | ---------- |
| Ghostbusters - Acchiappafantasmi       | 8 giugno 1984      | 243578797    | 53000          | 296578797   | 30000      |
| Ghostbusters II - Acchiappafantasmi II | 16 giugno 1989     | 112494738    | 102900000      | 215394738   | 25000      |
| Ghostbusters: Legacy                   | 19 novembre 2021   | 129360575    | 74973880       | 204334455   | 75000      |
| Ghostbusters - Minaccia glaciale       | 29 marzo 2024      | 113125852    | 88246623       | 201372475   | 100000     |
| Ghostbusters                           | 15 luglio 2016     | 128350574    | 100796935      | 229147509   | 144000     |
| Totale                                 | Totale             | 726756597    | 419490593      | 1146247190  | 374000     |

### Critica
- La cella grigia indica che il dato non è disponibile

| Film                                   | Rotten Tomatoes      | Metacritic         | CinemaScore |
| -------------------------------------- | -------------------- | ------------------ | ----------- |
| Ghostbusters - Acchiappafantasmi       | 95% (80 recensioni)  | 71 (8 recensioni)  | —           |
| Ghostbusters II - Acchiappafantasmi II | 55% (40 recensioni)  | 56 (14 recensioni) | A-          |
| Ghostbusters: Legacy                   | 64% (308 recensioni) | 45 (47 recensioni) | A-          |
| Ghostbusters - Minaccia glaciale       | 42% (300 recensioni) | 46 (50 recensioni) | B+          |
| Ghostbusters                           | 74% (394 recensioni) | 60 (52 recensioni) | B+          |

## Altri media

### Serie animate

#### The Real Ghostbusters(1986)
Venne prodotta negli Stati Uniti e andò in onda dal 1986 al 1991, composta da 140 episodi, divisi in 7 stagioni. Nasce come trasposizione del film del 1984, Ghostbusters, che vede un gruppo di cacciatori di fantasmi in una New York costantemente assalita da forze soprannaturali. In Italia la serie è stata trasmessa dal 1987 su Italia 1 e Rete 4, negli anni novanta su Canale 5, tornando dal 1998 su Italia 1. Da gennaio 2019 veniva replicata su Fox Animation, con un nuovo doppiaggio, prima della chiusura del canale avvenuta il 1º ottobre dello stesso anno.

#### Slimer(1988)
Spin-off di The Real Ghostbusters con protagonista Slimer. La serie è andata in onda nel 1988.

#### Extreme Ghostbusters(1997)
Serie animata basata sul film Ghostbusters, andata in onda nel 1997. Sequel creato nel tentativo di far rivivere il franchise degli anni ottanta di The Real Ghostbusters. I protagonisti sono un nuovo gruppo di Ghostbusters guidati da Egon, Janine e Slimer; le giovani aggiunte sono quattro allievi d'università di Egon, Roland Jackson, Garrett Miller, Eduardo Rivera e Kylie Griffin (prima ragazza tra i Ghostbusters). Lo show è composto da una sola stagione di 40 episodi.

#### Serie animata Netflix
Nel giugno 2022 viene annunciata la produzione per una serie televisiva animata in streaming per Netflix. 
La serie sarà prodotta da Jason Reitman e Gil Kenan, entrambi produttori di Ghostbusters: Afterlife, e come produzione di Ghost Corps e Sony Pictures Animation. 
La scrittura della serie è iniziata nel marzo 2024. 
Nell'agosto 2024, la serie è stata approvata da Netflix con l'ingresso di Elliott Kalan come sceneggiatore e produttore esecutivo ed è stato rivelato che sarà animata in computer grafica e che il tono sarà simile a Ghostbusters: Legacy (Ghostbusters: Afterlife) e Ghostbusters - Minaccia glaciale (Ghostbusters: Frozen Empire). 

### Videogiochi
- Ghostbusters (1984, Commodore 64 e altre piattaforme)
- The Real Ghostbusters (1987, arcade e altri)
- Ghostbusters II (1989, Amiga, Amstrad CPC, Atari ST, Commodore 64, MSX e ZX Spectrum)
- Ghostbusters II (1989, DOS)
- Ghostbusters II (1990, NES)
- Ghostbusters II (1990, Game Boy)
- Extreme Ghostbusters: Code Ecto-1 (2002, Game Boy Advance)
- Ghostbusters: Il videogioco (2009, PS2, PS3, PS4, PSP, Xbox 360, Wii, Windows e Nintendo DS)
- Ghostbusters: Sanctum of Slime (2011, PS3, Windows e Xbox 360)
- LEGO Dimensions (2015, PS3, PS4, Xbox One, Xbox 360 e Wii U). Nel gioco è possibile usare i quattro acchiappafantasmi originali, Slimer, l'Uomo della pubblicità dei Marshmallow e le quattro acchiappafantasmi del reboot.
- Ghostbusters: Spirits Unleashed (2022, PS4, PS5, Xbox One, Xbox 360, Xbox X/S e Windows)